# Frasin
Frasin (en alemany: Frassin) és una ciutat del comtat de Suceava, al nord-est muntanyós de Romania. Es troba a la regió històrica de Bucovina. Frasin és el tretzè assentament urbà més gran del comtat, amb una població de 5.702 habitants segons el cens del 2011. Va ser declarada ciutat el 2004, juntament amb altres set localitats del comtat de Suceava.
La ciutat administra l'antic poble de Bucșoaia (que es va convertir en barri el 2004), Doroteia i Plutonița (amb l'estatus de pobles associats).

## Ajuntament
L'actual consell local de la ciutat té la següent composició política, d'acord amb els resultats de les eleccions locals romaneses del 2020.

## Geografia
Frasin està envoltat per les serralades de la Bucovina de l'Obcinele Mari, a la vora del riu Moldàvia, entre Câmpulung Moldovenesc i Gura Humorului, a la ruta europea E58. La ciutat de Gura Humorului té només 7 km de distància. Frasin està connectat al sistema ferroviari nacional romanès i té una estació de ferrocarril al ferrocarril Suceava - Vatra Dornei.

## Història

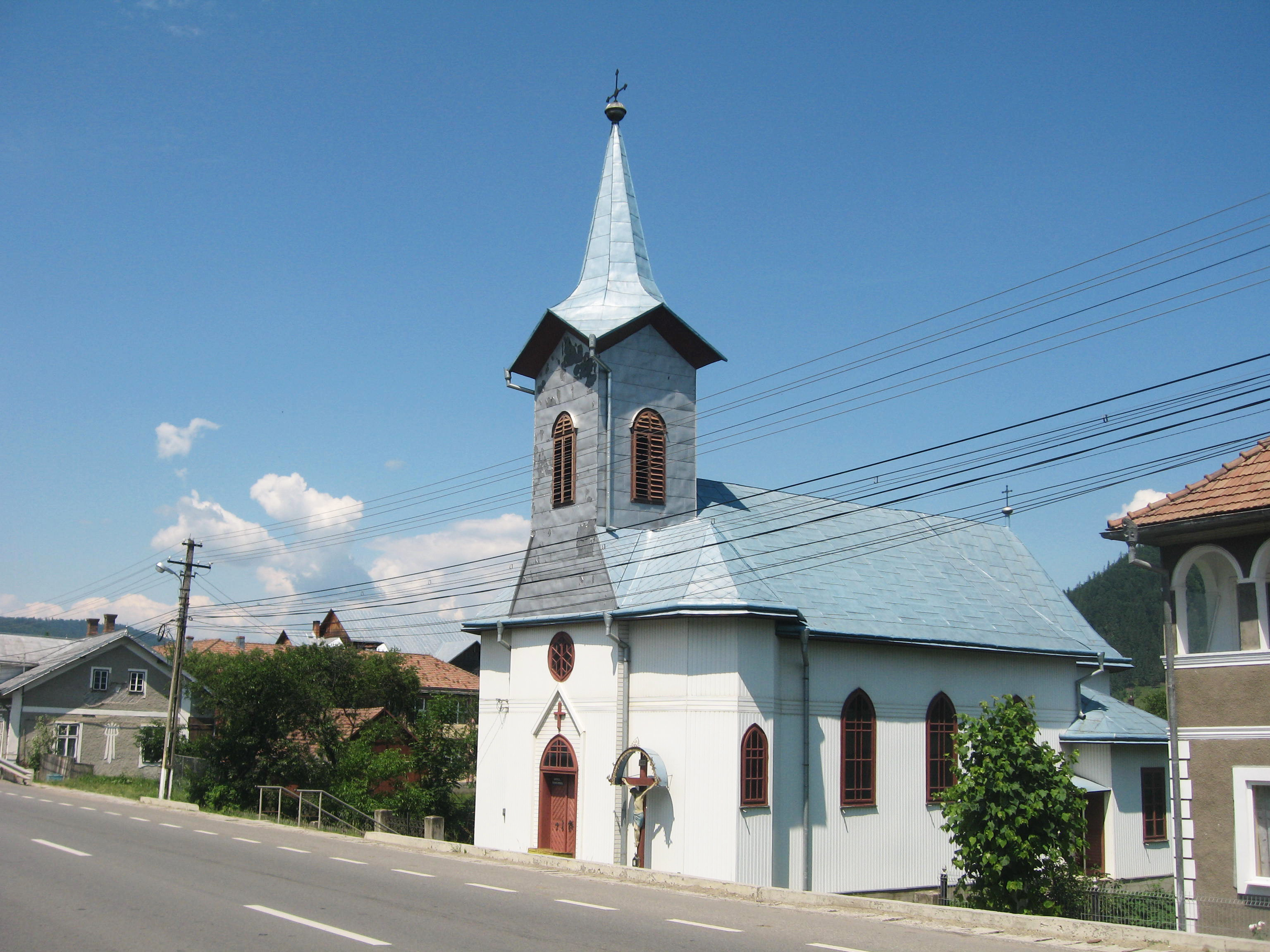
Església catòlica romana a Frasin

El 1785, Frasin era conegut com un llogaret. Un gran pas cap a un bon desenvolupament de Frasin es va produir el 1816 quan es va construir una fàbrica de potassi. Frasin va ser declarada ciutat el 1850.
Fins al 1918, Frasin va formar part de la monarquia austríaca (la província de Bucovina va continuar sent una corona austríaca (en alemany: Kronland) després del compromís de 1867), al districte de Câmpulung, un dels 9 Bezirkshauptmannschaften de la província.

## Turisme
Frasin es troba a la regió històrica de Bucovina, on els visitants poden admirar un gran nombre d'esglésies medievals pintades amb el patrimoni de la humanitat. Un dels més populars és el monestir de Voroneț, construït el 1488. Un altre bé de la zona són les reserves naturals com el bosc primari de Stulpicani ("Codrul secular Slătioara") i els boscos de les muntanyes de Giumalău.

## Fills il·lustres
- Radu Mareș